# Susan Vermeulen
Pour les articles homonymes, voir Vermeulen.
Susan Vermeulen (née le 10 février 1973) est une athlète sud-africaine spécialiste de la marche athlétique.

## Carrière
Susan Vermeulen remporte le 10 km marche des Jeux africains de 1999 ; cette année-là, elle bat le record d'Afrique du 10 km marche à Bloemfontein avec un temps de 45 min 5 s 4.

## Palmarès
| Date | Compétition    | Lieu          | Résultat | Épreuve      |
| ---- | -------------- | ------------- | -------- | ------------ |
| 1999 | Jeux africains | Johannesbourg | 1re      | 10 km marche |

| Date | Compétition                   | Lieu | Résultat | Épreuve      |
| ---- | ----------------------------- | ---- | -------- | ------------ |
| 1998 | Championnats d'Afrique du Sud |      | 1re      | 10 km marche |
| 1999 | Championnats d'Afrique du Sud |      | 1re      | 20 km marche |
| 2000 | Championnats d'Afrique du Sud |      | 1re      | 20 km marche |

## Records
| Épreuve      | Performance                 | Lieu          | Date          |
| ------------ | --------------------------- | ------------- | ------------- |
| 10 km marche | 45 min 5 (Record d'Afrique) | Bloemfontein  | 16 avril 1999 |
| 20 km marche | 1 h 36 min 18 s             | Mézidon-Canon | 2 mai 1999    |